# Bahnstrecke Kävlinge–Barsebäckshamn
| Bahnhof Löddeköpinge, 1910 |                      |                                             |                                             |
| Streckenlänge: | 16,2 km              |                                             |                                             |
| Spurweite: | 1435 mm (Normalspur) |                                             |                                             |
| Maximale Neigung: | 10 ‰                 |                                             |                                             |
| Minimaler Radius: | 300 m                |                                             |                                             |
| |                      |                                             |                                             |
| \| \| \| Lund-Kävlinge Järnväg von Lund C \| \| \| \| \| Malmö-Billesholms Järnväg von Malmö C \| \| \| \| \| Kävlingeån \| \| \| \| \| Kävlinge-Sjöbo Järnväg von Sjöbo \| \| \| \| 16,2 \| Kävlinge \| Kävlinge \| \| \| \| Malmö-Billesholms Järnväg nach Teckomatorp \| \| \| \| \| Landskrona-Kävlinge Järnväg nach Landskrona \| \| \| \| 14,384 \| Tungan \| Tungan \| \| \| 11,826 \| Högsmölla \| Högsmölla \| \| \| 9,640 \| Västanhög \| Västanhög \| \| \| 8,500 \| Norrevång \| Norrevång \| \| \| 7,341 \| Löddeköpinge \| Löddeköpinge \| \| \| 4,800 \| Marbäck (1908–1912) \| Marbäck (1908–1912) \| \| \| 3,800 \| Barsebäcksby \| Barsebäcksby \| \| \| 1,868 \| Sjöbobadet \| Sjöbobadet \| \| \| 0,000 \| Barsebäckshamn \| Barsebäckshamn \| \| \| \| Hafen \| \| \| \| \| \| \| \| Quellen: [1] \| \| \| \| |                      |                                             |                                             |
| Strecke |                      | Lund-Kävlinge Järnväg von Lund C            | Lund-Kävlinge Järnväg von Lund C            |
| Abzweig geradeaus und von links |                      | Malmö-Billesholms Järnväg von Malmö C       | Malmö-Billesholms Järnväg von Malmö C       |
| Brücke über Wasserlauf |                      | Kävlingeån                                  | Kävlingeån                                  |
| Abzweig geradeaus und von links |                      | Kävlinge-Sjöbo Järnväg von Sjöbo            | Kävlinge-Sjöbo Järnväg von Sjöbo            |
| Bahnhof | 16,2                 | Kävlinge                                    | Kävlinge                                    |
| Abzweig geradeaus und nach rechts |                      | Malmö-Billesholms Järnväg nach Teckomatorp  | Malmö-Billesholms Järnväg nach Teckomatorp  |
| Abzweig ehemals geradeaus und nach rechts |                      | Landskrona-Kävlinge Järnväg nach Landskrona | Landskrona-Kävlinge Järnväg nach Landskrona |
| Haltepunkt / Haltestelle (Strecke außer Betrieb) | 14,384               | Tungan                                      | Tungan                                      |
| Haltepunkt / Haltestelle (Strecke außer Betrieb) | 11,826               | Högsmölla                                   | Högsmölla                                   |
| Bahnhof (Strecke außer Betrieb) | 9,640                | Västanhög                                   | Västanhög                                   |
| Haltepunkt / Haltestelle (Strecke außer Betrieb) | 8,500                | Norrevång                                   | Norrevång                                   |
| Bahnhof (Strecke außer Betrieb) | 7,341                | Löddeköpinge                                | Löddeköpinge                                |
| Haltepunkt / Haltestelle (Strecke außer Betrieb) | 4,800                | Marbäck (1908–1912)                         | Marbäck (1908–1912)                         |
| Bahnhof (Strecke außer Betrieb) | 3,800                | Barsebäcksby                                | Barsebäcksby                                |
| Haltepunkt / Haltestelle (Strecke außer Betrieb) | 1,868                | Sjöbobadet                                  | Sjöbobadet                                  |
| Bahnhof (Strecke außer Betrieb) | 0,000                | Barsebäckshamn                              | Barsebäckshamn                              |
| Betriebsstelle Streckenende (Strecke außer Betrieb) |                      | Hafen                                       | Hafen                                       |
| |                      |                                             |                                             |
| Quellen: |                      |                                             |                                             |

Die Bahnstrecke Kävlinge–Barsebäckshamn war eine schwedische normalspurige Bahnstrecke zwischen Kävlinge und Barsebäckshamn in Schonen. Die Strecke wurde von der Kjeflinge-Barsebäcks Järnvägs AB (KjBJ) erbaut und 1927 verstaatlicht.

## Vorgeschichte
In den späten 1800er und frühen 1900er Jahren entwickelte sich die Landwirtschaft in der Region. Der Ausbau der öffentlichen Verkehrswege erfolgte zögerlich. So ergriff Graf Adolf Hamilton von Schloss Barsebäck die Initiative, die Möglichkeit des Baus einer Eisenbahn zu untersuchen, um den Absatz seiner Produkte zu verbessern.
Der Vermesser Major Axel Nilsson aus Malmö erhielt 1897 den Auftrag, die Kosten einer Bahnstrecke von Barsebäckshamn nach Kävlinge zu berechnen. Diese Strecke sollte über Hög, Löddeköpinge und den Hof von Barsebäck zum Hafen von Barsebäck führen. Die Arbeiten wurden am 27. März 1902 abgeschlossen und ergaben zwei unterschiedliche mögliche Wege. Eine Gruppe von Bürgern, bestehend aus Hamilton, Gottfrid Warholm, Carl Henrik Tranchell, Anton Theodor Fromell, Fredrik Wrangel, Anders Jönsson in Kävlinge, Nils Månsson in Hög und August Andersson in Löddeköpinge, entschieden sich für die teurere Alternative, die auf 590.000 Kronen einschließlich der Schienenfahrzeuge geschätzt wurde.
Die Konzession wurde am 17. Juni 1904 erteilt und die Strecke sollte am 1. Juli 1907 für den öffentlichen Verkehr eröffnet werden. Gleichzeitig wurde ein weiterer Konzessionsantrag für den Abschnitt Kävlinge–Löddeköpinge eingereicht, um eine Verbindung zu einem geplanten Kanal zum Lödde å herzustellen. Dieser Antrag wurde vom König abgelehnt.

## Kjeflinge-Barsebäcks Järnvägs AB (KjBJ)
Am 6. Oktober 1905 wurde die Kjeflinge-Barsebäcks Järnvägs AB (KjBJ) gegründet. Die Vorbereitungen zur Finanzierung begannen, waren jedoch zeitaufwändig, und der Bau der Strecke wurde mit Verspätung im Februar 1906 begonnen. Die fertige Strecke wurde am 1. August 1907 abgenommen und am 4. August 1907 für den öffentlichen Verkehr freigegeben. Die Baukosten betrugen 875.000 Kronen.

## Verkehr

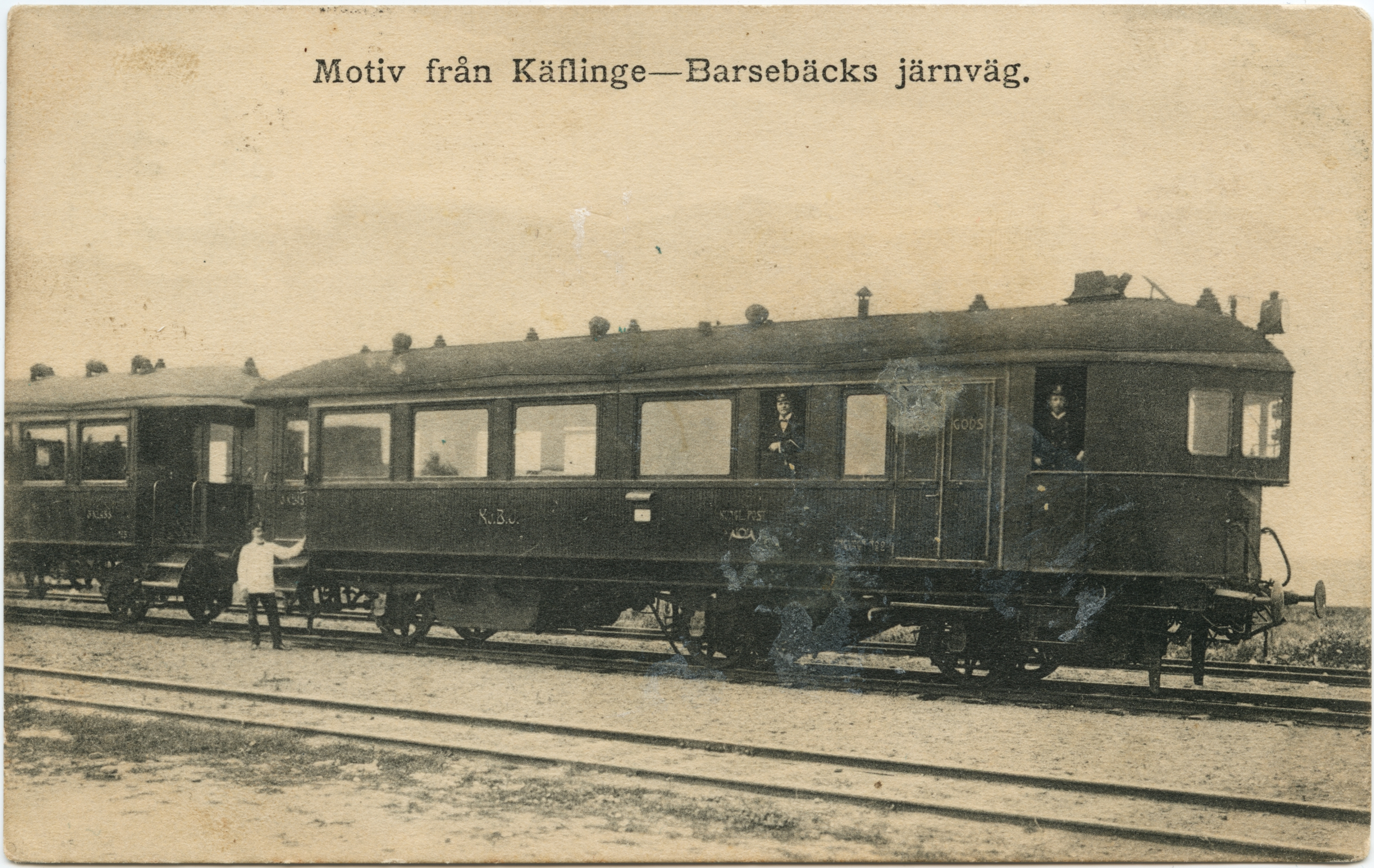
Dampftriebwagen 2 der „Kävlinge-Barsebäck Järnväg“, etwa 1912

Die Wirtschaftlichkeit der Strecke war von Anfang an schlecht, vor allem wegen der Wirtschaftskrise, die bis zum Sommer 1907 andauerte. Ein weiterer Einbruch erfolgte mit dem Großen Streik 1909. Ende des Jahres betrugen die Verbindlichkeiten 84.000 Kronen. Hinzu kamen hohe Zinsaufwendungen. Es wurden verschiedene Versuche unternommen, die Einnahmen für die Gesellschaft zu erhöhen. Am 1. Juli 1913 bot die Gesellschaft der Gemeinde Kävlinge an, den gesamten Eisenbahnbetrieb für mindestens 372.000 Kronen zu kaufen, dem aktuellen Schuldenstand am 31. Dezember 1912. Die Gemeindeversammlung lehnte dies ab, ebenso wie der befragte Gemeinderat in Barsebäck. Deshalb wurde die Gesellschaft von der neu gegründeten Trafikaktiebolaget Kävlinge-Barsebäckshamn übernommen.

## Trafikaktiebolaget Kävlinge-Barsebäckshamn
Das alte Unternehmen hatte bei Liquidation Schulden in Höhe von 670.000 Kronen. Während des Ersten Weltkriegs erlebte der gesamte Eisenbahnverkehr in Schweden gute Zeiten. Probleme bereitete der der Gesellschaft gehörende Hafen von Barsebäck, der keine großen Schiffe mehr aufnehmen konnte. Obwohl 100.000 Kronen in den Umbau investiert wurden, verbesserte sich die Situation nicht. Der Versuch, den Staat dazu zu bringen, den Hafen zu übernehmen und auszubauen, war ohne Erfolg.
Im Juli 1919 wurde Statens Järnvägar (SJ) angeboten, die Strecke für einen Kaufpreis von 600.000 Kronen zu übernehmen. Der Staat lehnte ab, weil er darin keinen Nutzen sah. Am 6. Januar 1920 erfolgte ein neues Angebot, die Strecke für 450.000 Kronen zu übernehmen. Auch diesmal war SJ nicht interessiert.
1924 baggerte die Eisenbahngesellschaft den Hafen von Barsebäck aus und der Staat erweiterte ihn. Die erwartete Verkehrszunahme blieb jedoch aus. Daher begannen 1926 Verhandlungen mit Kungliga Järnvägsstyrelsen und dem Vorstand der Landskrona-Lund-Trelleborgs Järnväg (LKSJ) über eine mögliche Übernahme.

## Eigentümer Adolf Hamilton
Dies Verhandlungen blieben erfolglos. Deshalb kaufte Adolf Hamilton die Bahnstrecke von der Eisenbahngesellschaft für 330.000 Kronen. SJ-Generaldirektor Axel Granholm schlug vor, dass die Gesellschaft beim Reichstag eine Petition einreichen solle, damit der Staat die Strecke übernehmen würde.
Im Januar 1927 wurden in den beiden Kammern des Reichstages zwei ähnliche Anträge gestellt. Diese wurden genehmigt und am 1. Mai 1927 übernahm der Staat die Strecke.

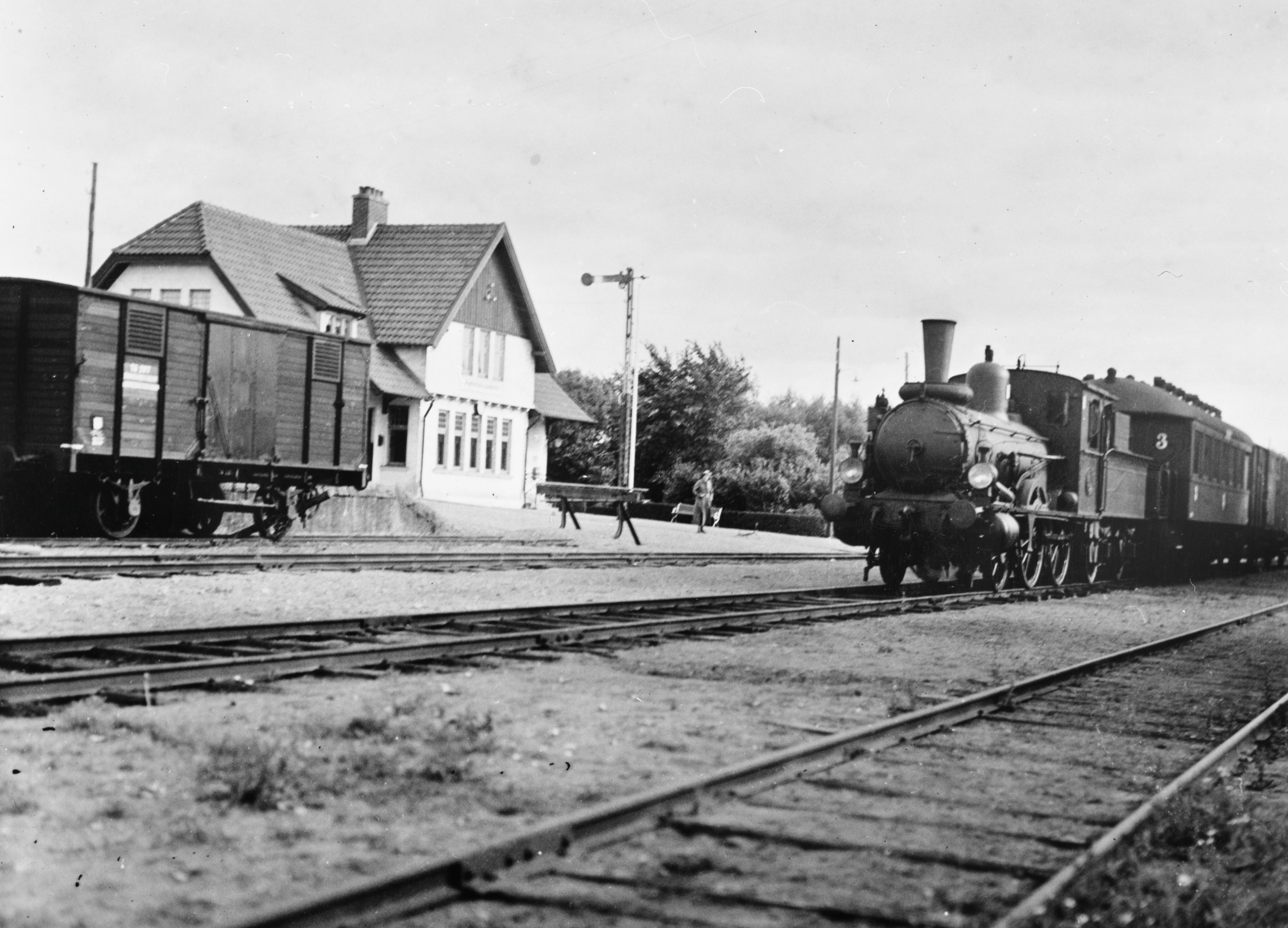
Bahnhof Barsebäck 1934 mit Zug der SJ

## Statens Järnvägar
Nach der Übernahme wurde die Strecke mit der Landskrona-Kävlinge-Sjöbo Järnväg zusammengelegt und bildete mit den ehemaligen Gesellschaften LKSJ/KSJ eine betriebliche Einheit, die im Volksmund Sjöbobanan genannt wurde.

## Betriebseinstellung
Der Reisezugverkehr der ehemaligen KjBJ wurde am 10. Juni 1954 und der Güterverkehr 1955 eingestellt. Die Strecke wurde 1956 abgerissen, während die formelle Schließung erst am 1. Januar 1957 erfolgte.

## Triebfahrzeuge
Für den Personenverkehr kaufte die KjBJ von Arlöfs Mekaniska Verkstad & Waggonfabrik zwei Dampftriebwagen nach dem System Purrey. Diese reichten zusammen mit den beiden gebraucht gekauften Dampflokomotiven bis zur Übernahme der Strecke durch SJ für den Gesamtverkehr aus.
| Nummer | Name | Bauart           | Achsfolge | Hersteller                     | Fabr.-Nr./ Baujahr | Besonderes |
| ------ | ---- | ---------------- | --------- | ------------------------------ | ------------------ | --- |
| 3      |      | Tenderlok        | B t       | Nydqvist och Holm, Trollhättan | 489 / 1898         | Geliefert an Malmö-Limhamns Järnväg als ”RIBESBORG”, Nummer MLJ 3. 1907 von Kävlinge–Barsebäcks Järnväg gekauft, 1915 an Malmö-Simrishamn Järnväg (MSJ) und ebenfalls 1915 an das Bauunternehmen Malmö Dragarebolag als Nr. 2 verkauft, 1931 verschrottet |
| 4      |      | Schlepptenderlok | 1 B - 2   | Nydqvist och Holm, Trollhättan | 250 / 1887         | Als „Lagan“ an die Skåne-Hallands Järnväg geliefert, SHJ 10, 1896 an Statens Järnvägar als SJ VKBe 492, 1907 abgestellt, 1908 von Kävlinge–Barsebäcks Järnväg gekauft, 1927 abgestellt und 1928 verschrottet                                              |